# Gilsåssjön
Gilsåssjön är en sjö i Lekebergs kommun och Örebro kommun i Närke och ingår i Göta älvs huvudavrinningsområde. Sjön är 12,5 meter djup, har en yta på 0,993 kvadratkilometer och är belägen 199,7 meter över havet. Sjön avvattnas av vattendraget Valån (Kärmälven).

## Delavrinningsområde
Gilsåssjön ingår i det delavrinningsområde (657764-144523) som SMHI kallar för Utloppet av Gilsåssjön. Medelhöjden är 214 meter över havet och ytan är 6,8 kvadratkilometer. Det finns inga avrinningsområden uppströms utan avrinningsområdet är högsta punkten. Valån (Kärmälven) som avvattnar avrinningsområdet har biflödesordning 3, vilket innebär att vattnet flödar genom totalt 3 vattendrag innan det når havet efter 312 kilometer. Avrinningsområdet består mestadels av skog (72 procent). Avrinningsområdet har 1,07 kvadratkilometer vattenytor vilket ger det en sjöprocent på 15,7 procent.